# ルイス・エンリケ・ペレイラ・ドス・サントス
ルイス・エンリケ（Luís Henrique）ことルイス・エンリケ・ペレイラ・ドス・サントス（ポルトガル語: Luís Henrique Pereira dos Santos、1968年8月20日 - ）は、ブラジルの元サッカー選手。元ブラジル代表。ポジションはMF。
ブラジル代表として二度コパ・アメリカに参加した。